# Перестроечное кино
Перестроечное кино — кинематограф СССР периода Перестройки. Существуют различные точки зрения в отношении временных рамок и периодизации Перестройки, однако общепринято рассматривать формальным началом политического «курса на перестройку» 1985 год (фактически радикальные перемены начались с 1987 года); концом эпохи Перестройки обычно полагают 1991 год — год распада СССР и обретение бывшими союзными республиками статуса независимых и суверенных государств. 
Данная периодизация приемлема и для обозначения периода «перестроечного кино» в истории отечественного кинематографа, однако распространённым (особенно в киноведческой среде) является мнение, что «перестройка» в кино началась раньше, чем в общественно-политической жизни страны. В частности, одним из первых фильмов «перестроечной» стилистики стал фильм «Чучело» (1983). При этом массово «перестроечные» фильмы начали выходить с 1987 года, когда перемены в стране приняли действительно широкий масштаб.

## Общественно-политический и культурный контекст эпохи Перестройки
Новый политический курс на «ускорение и перестройку», провозглашённый на Пленуме ЦК КПСС в апреле 1985 года и фактически начавший претворяться в жизнь с 1987 года, обозначил в истории СССР период, характеризуемый значимыми экономическими, политическими и социальными реформами, общей демократизацией всех сфер жизни, формированием политики гласности, предполагавшей смягчение цензуры в СМИ и возвращение в общественный дискурс ранее табуированных тем, а также политику «нового мышления» в сфере международных отношений.
В эпоху Перестройки были изданы практически все запрещённые ранее литературные произведения В. Гроссмана, А. Платонова, Е. Замятина, М. Булгакова, Б. Пастернака.
На широкие экраны вышел фильм Т. Абуладзе «Покаяние» (снятый в 1984 году и лежавший «на полке»), который стал, по распространённому в киноведческой среде мнению, началом перестройки в кино.
В 1986 году учреждена комиссия Союза кинематографистов, которая должна была решить судьбу многих художественных фильмов, ранее не выпускавшихся на экран. Были «реабилитированы» фильмы «Агония» Э. Климова, «Проверка на дорогах» А. Германа, «Тема» Г. Панфилова и другие.
В эпоху Перестройки подошли к концу процессы, которые окончательно закрепили существование сферы культуры в двух вариантах — официальном и неофициальном. «Официальная» культура опиралась на разного рода творческие союзы, объединяющие представителей номенклатуры и творческих деятелей. «Неофициальный вариант» начал своё формирование в период «оттепели» (1950-е годы) и вплоть до 1985 года проявлялся частично. Эти две ветви существовали параллельно и были представлены практически во всех видах искусства.

## История
Одним из главных достижений перестроечного периода в кинематографе стало постепенное исчезновение феномена «по́лки»: открытие ранее неизвестных советских фильмов, которые были упрятаны на цензурную «полку» ввиду различных причин, таких как «идеологические ошибки, несоответствие эстетическим канонам соцреализма», несоответствие официальному представлению о морали, эмиграция авторов фильма, давление республиканских комитетов, вмешательство заинтересованных ведомств».
В одном из интервью режиссёр К. Шахназаров, снявший в эпоху Перестройки две культовые картины — «Курьер» и «Город Зеро» — сказал, что «перестроечное» время было уникальным в истории мирового кино, идеальным для кинематографистов периодом.
Уже можно было снимать то, что ты хотел, и при этом государство тебя ещё финансировало. Это был рай, но мы тогда этого, наверное, в полной мере не понимали. До этого было госфинансирование, но и цензура. После 1991 года вроде и снимать можешь, что хочешь, но денег не найдёшь, а когда найдёшь, тебе уже скажут, что снимать. Бывает цензура коммерческая и идеологическая. Перестройка была единственным идеальным периодом для нашего брата, кинематографиста.
Кира Муратова вспоминала, что
Самый лучший для меня был период — это Перестройка: еще не было власти денег, безоговорочно провозглашенной и практикуемой, а идеология была отменена.

## Социальная драма
Кино эпохи Перестройки существовало на разных уровнях и в разных жанрах. На широкие экраны выходило большое количество жанрового игрового кино, среди которого особое место занимает жанр социальной драмы. Данный жанр стал симптоматичным символом «нового времени» и представлял собой проблемное, позиционирующееся как остросоциальное кино с потенциалом продемонстрировать «демократический выход» из сложившихся сложных ситуаций переломного исторического периода. 
Тематика фильмов в жанре социальной или молодёжной драмы практически всегда затрагивает актуальную проблематику эпохи: взаимоотношения старого и нового поколений, проблемы проституции, наркомании, особенности становления рыночной экономики и зарождавшегося капитализма и т. д.
Известные картины в жанре социальной драмы: «ЧП районного масштаба», «Интердевочка», «Маленькая Вера», «Беспредел», «Меня зовут Арлекино», «Игла», «Дорогая Елена Сергеевна», «Куколка», «Трагедия в стиле рок», «Астенический синдром».

## «Параллельное кино»
Параллельное кино появилось в СССР в начале 1980-х гг. как результат творчества художников, для которых прямой путь к «большому экрану» был закрыт. Аналогичные кинематографические явления на Западе, во-первых, возникли намного раньше, во-вторых, статус подобных течений был иным: западное «независимое кино» является, скорее, «перпендикулярным» традиционному мейнстриму, в то время как отечественный независимый кинематограф середины 1980-х, по мнению киноведов, был именно «параллельным»: возникал большей частью как непрофессиональное кино (а не как результат художественных или идеологических разногласий с традиционным массовым кино), существовал на деньги от государственного финансирования, большей частью, в среде любительских и вузовских киностудий.
Будущие лидеры движения режиссёров-параллельщиков, братья Игорь и Глеб Алейниковы, снимали свои первые картины из отрывков учебных лент и официальной кинохроники. Ленинградские некрореалисты во главе с Е. Юфитом использовали просроченную плёнку, любительскую кинокамеру, предпочитали дешевые натурные съёмки. К режиссёрам «параллельного кино» относят также С. Сельянова, И. Евтееву, Е. Кондратьева. С середины 1980-х года возникают первые фестивали «параллельного кино», происходит обмен опытом, совместные кинопоказы и обсуждения фильмов.

## Авторский кинематограф
В перестроечный период продолжали работать режиссёры, которые в своих картинах конституировали собственный уникальный киноязык. К таким режиссёрам можно отнести А. Германа-старшего, К. Муратову, А. Сокурова, О. Иоселиани, Т. Абуладзе и другие.
Киновед М. Медведев выделяет в массиве перестроечного кино пласт «авторского» кино, представители которого (Б. Садыков, К. Лопушанский, А. Кайдановский, И. Дыховичный и друие), существуя между киноавангардом и авторским кино, не изобретая новых форм киноязыка, тем не менее, выполняли важную функцию адаптации новых идей и киноэстетик.